# 루스탐 민니하노프
루스탐 누르갈리예비치 민니하노프(러시아어: Минтиме́р Шари́пович Шайми́ев, 타타르어: Mintimer Şärip ulı Şäymiev, 1957년 3월 1일~)는 2010년부터 러시아 연방주체 타타르스탄 공화국의 수장을 맡고 있는 러시아의 정치인이다.

## 생애
민니하노프는 1957년 3월 1일 타타르 자치 소비에트 사회주의 공화국의 볼가 타타르 가문에서 태어났다. 1978년 카잔 농업대학 기계공학을 졸업하였으며, 이후 경제학 박사 학위를 취득하였다. 1996년 11월부터 1998년까지 타타르스탄 공화국의 재무부 장관을 역임하였다. 1998년 7월 10일부터 2010년 3월 25일까지 타타르스탄 공화국의 총리를 지냈다.
2010년 1월 27일, 드미트리 메드베데프 대통령은 민니하노프를 타타르스탄의 신임 수장으로 지명하였고, 같은 해 3월 25일 수장직에 올랐다.